# Theodore Roberts
Theodore Roberts   (San Francisco, 8 d'octubre de 1861 - Hollywood, 14 de desembre de 1928) va ser un actor de cinema i teatre nord-americà.

## Biografia
Roberts era cosí de l'actriu d'escena Florence Roberts. La seva elecció d'una carrera va decebre la seva mare (que volia que esdevingués ministre) i el seu pare (que volia que aprengués un ofici).

## Carrera
Roberts va debutar a l'escenari del "Baldwin Theatre" de San Francisco el 1880. Va continuar actuant amb una tropa de barnstorming a la costa oest, però cansat d'aquest estil de vida després de diversos anys i va deixar actuar durant un temps per comandar una goleta propietat del seu pare.
A l'escenari a la dècada de 1890 va actuar amb Fanny Davenport a la seva obra Gismonda (1894), i més tard a The Bird of Paradise (1912). La seva carrera a Broadway va començar amb We'Uns of Tennessee (1899) i va acabar amb Believe Me Xantippe (1913).
Va començar la seva carrera cinematogràfica als anys 1910 a Hollywood, i sovint es va associar a les produccions de Cecil B. DeMille, el pròleg bíblic dels deu manaments de DeMille (1923). Una de les seves últimes aparicions al cinema va ser com el pare de l'heroïna a The Cat's Pijamas (1926).
Roberts també va actuar en vodevil. Després del final d'un matrimoni, va passar sis mesos a la presó de Nova York perquè es va negar a pagar una pensió alimentària.
Roberts va morir d'enverinament urémic a Hollywood, Califòrnia als 67 anys i està enterrat al cementiri de Hollywood Forever.

## Mort
Roberts va morir d'enverinament urèmic a Hollywood, Califòrnia als 67 anys i està enterrat al cementiri de Hollywood Forever.

## Filmografia seleccionada

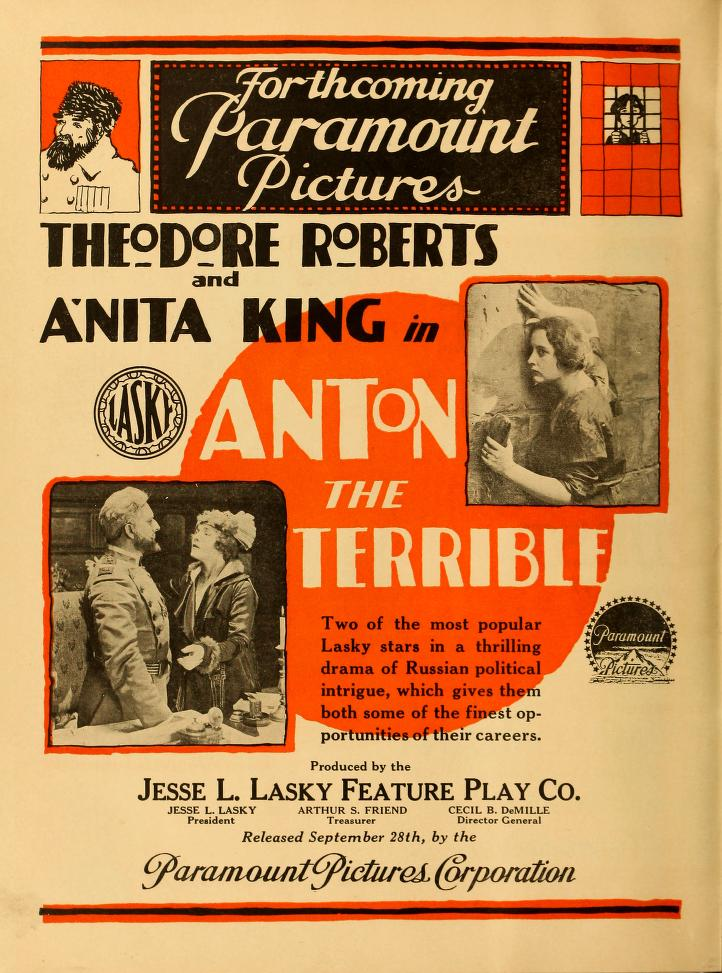
Anunci per Anton the Terrible a Moving Picture World, 1916

| Any  | Títol                          |
| ---- | ------------------------------ |
| 1914 | The Ghost Breaker              |
| 1914 | The Man from Home              |
| 1914 | What's His Name                |
| 1914 | The Call of the North          |
| 1915 | Temptation                     |
| 1915 | The Arab                       |
| 1915 | The Wild Goose Chase           |
| 1915 | The Woman                      |
| 1915 | The Captive                    |
| 1915 | The Unafraid                   |
| 1915 | After Five                     |
| 1915 | The Girl of the Golden West    |
| 1915 | The Unknown                    |
| 1916 | The Trail of the Lonesome Pine |
| 1916 | The Dream Girl                 |
| 1916 | Common Ground                  |
| 1916 | The Storm                      |
| 1917 | Nan of Music Mountain          |
| 1917 | The Devil Stone                |
| 1917 | The Little Princess            |
| 1917 | Joan the Woman                 |
| 1918 | The Squaw Man                  |
| 1918 | The Hidden Pearls              |
| 1918 | We Can't Have Everything       |
| 1918 | Old Wives for New              |
| 1918 | M'Liss                         |
| 1918 | Such a Little Pirate           |
| 1918 | Arizona                        |
| 1919 | Don't Change Your Husband      |
| 1919 | The Winning Girl               |
| 1919 | The Poor Boob                  |
| 1919 | For Better, for Worse          |
| 1919 | The Woman Thou Gavest Me       |
| 1919 | Love Insurance                 |
| 1919 | Male and Female                |
| 1919 | What Every Woman Learns        |
| 1919 | Everywoman                     |
| 1920 | Suds                           |
| 1920 | Double Speed                   |
| 1920 | Judy of Rogue's Harbor         |
| 1920 | Something to Think About       |
| 1921 | Forbidden Fruit                |
| 1921 | Sham                           |
| 1921 | The Affairs of Anatol          |
| 1921 | Miss Lulu Bett                 |
| 1921 | Hail the Woman                 |
| 1921 | You're Fired                   |
| 1922 | Across the Continent           |
| 1922 | Our Leading Citizen            |
| 1922 | Saturday Night                 |
| 1922 | Night Life in Hollywood        |
| 1923 | Grumpy                         |
| 1923 | The Ten Commandments           |
| 1925 | Locked Doors                   |
| 1929 | Noisy Neighbors                |